# 阿伊多马焦雷
阿伊多马焦雷（義大利語：Aidomaggiore），是意大利奥里斯塔诺省的一个市镇。总面积41.33平方公里，人口478人，人口密度11.6人/平方公里（2009年）。ISTAT代码为095002。